# Union baptiste de Trinité-et-Tobago
L’Union baptiste de Trinité-et-Tobago (anglais : Baptist Union of Trinidad and Tobago) est une association chrétienne évangélique d'églises baptistes à Trinité-et-Tobago.  Elle est affiliée à l’Alliance baptiste mondiale. Son siège est situé à Princes Town, près de San Fernando (Trinité-et-Tobago). 

## Histoire

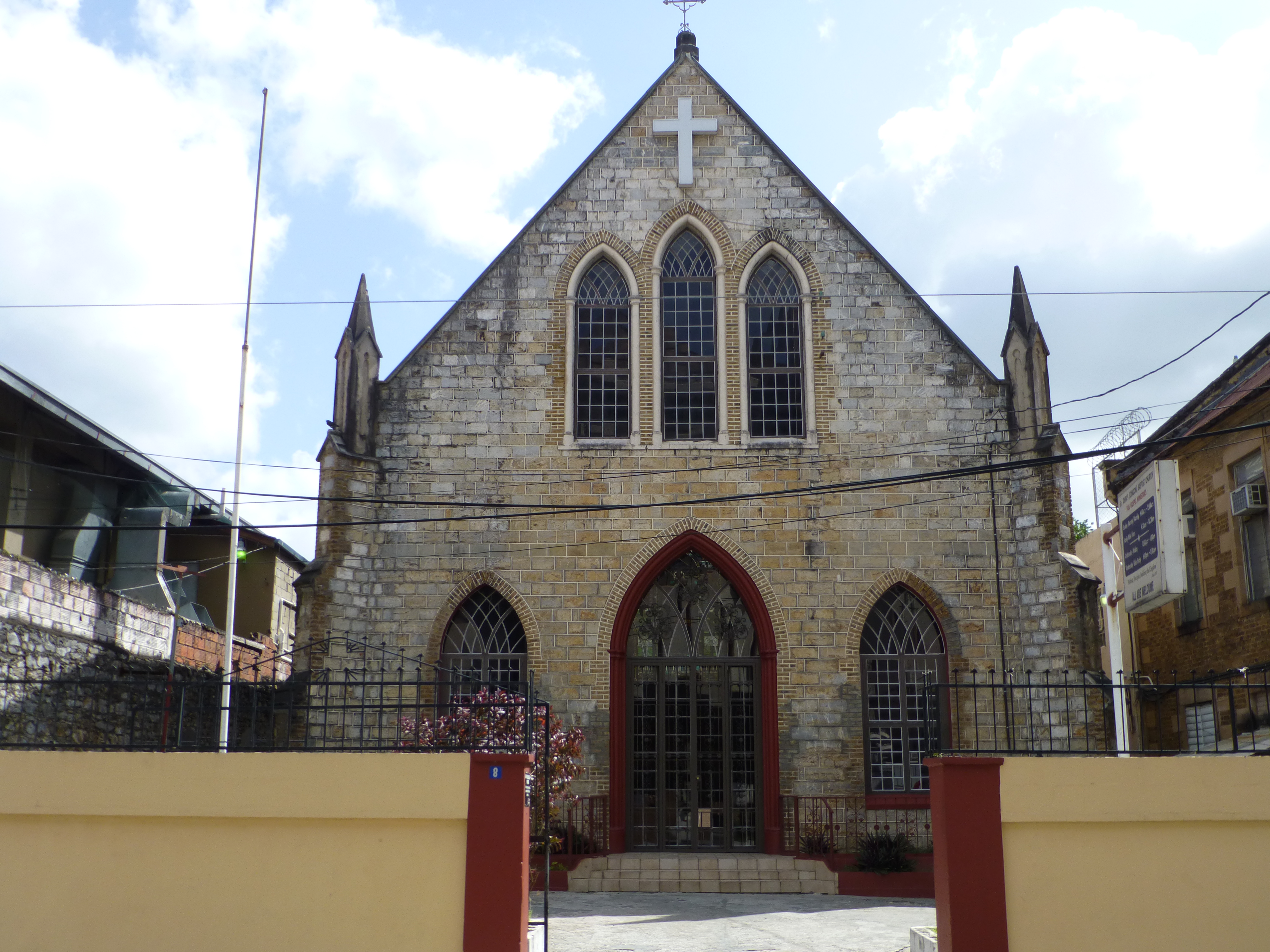
Église baptiste Saint-Jean à Port of Spain.

L’Union baptiste de Trinité-et-Tobago a ses origines dans la première église baptiste fondée en 1816 par des esclaves libérés de États-Unis. Elle est officiellement fondée en 1854. Selon un recensement de l’association, en 2023 elle disait avoir 24 églises et 3,948 membres.